# Raad Hammoudi
Raad Salman Hammoudi (20 aprile 1953) è un ex calciatore iracheno, di ruolo portiere.

## Carriera
Con la Nazionale irachena ha partecipato ai Mondiali 1986 disputando 2 partite.